# Józef Cyrek
Józef Cyrek SJ (ur. 13 września 1904 w Bysinie, zm. 2 września 1940 w KL Auschwitz) – polski duchowny rzymskokatolicki, jezuita, Sługa Boży Kościoła katolickiego, pisarz.

## Życiorys
Pracował w wydawnictwie WAM ojców jezuitów w Krakowie, a od 1938 roku kierował Sekretariatem Krucjaty Eucharystycznej i redagował czasopismo Hostia .

Po wybuchu II wojny światowej, 10 listopada 1939 został aresztowany przez Gestapo i osadzony w krakowskim więzieniu Montelupich. Następnie został przewieziony do Wiśnicza, a 20 czerwca 1940 trafił do hitlerowskiego obozu koncentracyjnego  Auschwitz-Birkenau. W obozie zaproponowano mu posiłek za wyrzeczenie się kapłaństwa co skwitował słowami:
„Byłem kapłanem, jestem i pozostanę nim do końca”.
 Po tej deklaracji został skatowany i zmarł w wyniku odniesionych obrażeń.

## Proces beatyfikacyjny
Jest jednym z 122 Sług Bożych wobec których 17 września 2003 rozpoczął się drugi proces beatyfikacyjny drugiej grupy polskich męczenników z okresu II wojny światowej. 

## Dorobek literacki
- Ks. Piotr Skarga, (Kraków 1936)
- Twój wzór św. Stanisław Kostka, (Kraków 1937)
- Katechizm dla polskich dzieci (Kraków 1938)